# Az utolsó őrszem
Az utolsó őrszem (eredeti cím: Last Sentinel, más címen Last Contact) 2023-as koprodukciós sci-fi filmthriller, amelyet Malachi Smith írt és Tanel Toom rendezett. A főbb szerepekben Kate Bosworth, Lucien Laviscount, Martin McCann és Thomas Kretschmann látható.
Amerikában 2023. március 24-én mutatták be a mozikban.

## Cselekmény
A tengerszint emelkedésével az emberiséget háborúk sújtották, ezért két utolsó messzi szárazföldre kényszerültek. Négy katona őrködni kezd egy távoli katonai tengeri őrhelyen. Ahogy a kétéves körútjuk véget ér, a cserecsapatnak semmi jelét nem látják, ugyanakkor a legénység helyzete folyamatosan romlik és az erőforrások csökkennek. Az elidegenedett üres hajó megérkezésével a legénység végül reménykedik a menekülésben, miközben Hendrichs őrmester ragaszkodik ahhoz, hogy az őrszem küldetést a terv szerint folytassák. A hajó utáni nyomozás során felmerül a gyanú, hogy bűncselekmény történt, ami bizalmatlanságot szül a legénységgel szemben.

## Szereplők
| Szerep                     | Színész            | Magyar hang   |
| -------------------------- | ------------------ | ------------- |
| Cassidy tizedes            | Kate Bosworth      | Solecki Janka |
| Sullivan közlegény         | Lucien Laviscount  | Fehér Tibor   |
| Baines közlegény           | Martin McCann      | Hamvas Dániel |
| Hendrichs őrmester         | Thomas Kretschmann | Epres Attila  |
| tengerészgyalogos őrmester | Ben Pullen         |               |
| tengerészgyalogos tizedes  | Karin Tammaru      |               |
| tengerészgyalogos 1        | Jan Erik Ehrenberg |               |
| tengerészgyalogos 2        | Monica Tuvi        |               |

### Magyar változat
- Magyar szöveg: Szalai Eszter
- Hangmérnök és vágó: Csaba Tamás
- Gyártásvezető: Nagy Anna
- Szinkronrendező: Csorba Éva
- Stúdió vezető: Csaba László

A szinkront a Syncton Stúdió készítette el.

## A film készítése
A filmet Tanel Toom rendezte és Malachi Smyth írta. Producerei Ben Pullen, Ivo Felt, Jorg Bundschuh, Pippa Cross és Matthew James Wilkinson voltak.
A forgatás az észtországi Tallinn közelében zajlott, és 2021 októberére fejeződött be. A forgatási helyszínek között szerepeltek a délkelet-angliai Kent partjainál található Maunsell Forts is.